# Wylia grandiflora
Wylia grandiflora är en flockblommig växtart som beskrevs av Franz Georg Hoffmann. Wylia grandiflora ingår i släktet Wylia och familjen flockblommiga växter. Inga underarter finns listade i Catalogue of Life.